# Амікт

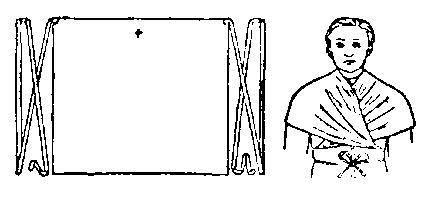
Амікт

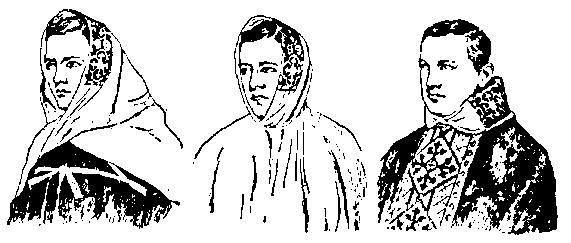
Амікт

Амікт (лат. amicire — «покривати») — деталь літургійного одягу католицького священника та диякона у вигляді прямокутника з білої лляної тканини з вишитим хрестом у центрі і двома зав'язками на верхніх кутах. Амікт покриває шию і комір священика. Розміри амікта — 60 на 80 см. Він обов'язково освячується. 